# Lycium edgeworthii
Lycium edgeworthii är en potatisväxtart som beskrevs av Michel Félix Dunal. Lycium edgeworthii ingår i släktet bocktörnen, och familjen potatisväxter. Inga underarter finns listade i Catalogue of Life.